# 漆原裕治
漆原 裕治（うるしはら ゆうじ、1978年8月21日 - ）は、日本の会社員、YouTuber。
ハルタ社員。TBS『SASUKE』史上3人目の完全制覇者であり27回大会には、史上初の2度の完全制覇者である。番組側から「王者」などと呼ばれることもしばしばある有力選手 。血液型はAB型。

## 来歴
幼少期から走る・跳び箱など身体を動かすことが好きで、一輪車など「できなかったことを出来るようにする」のが楽しかったという。小学校時代に体操で金メダルを獲ることを夢見て、中学でバック転やバク宙を覚えるために体操部に入部。工業高校に進学後も体操部に入部したが、漆原以外入部希望者がおらず、程無くして廃部になる。その後は他の部活に入らず、授業後に学校のトレーニングルームに一人で通う生活を送った。高校卒業後は株式会社ハルタの工場に勤務し、終業後に工場の屋上でトレーニングするのが日課となる。
2003年の『SASUKE』第11回大会前にTBS『体育王国』内のコーナーであるモンキーバーズ(100mうんてい)に、最優秀成績者の特典である『SASUKE』の出場権獲得を目指して出場、上位入賞の成績を収めるも出場には至らず。また、2004年の第13回大会前に『黄金筋肉』内で開催されたSASUKE出場権争奪戦「SASUKE TRIAL」にも挑戦したが、本戦出場は果たせなかった。
以後出場への気持ちは途絶えていたが、お台場にSASUKEの実寸大セットに触れるテーマパーク「マッスルパーク」（閉園済み）の存在を知り、興味本位で挑戦し一発でクリアしたことをきっかけに、『SASUKE』の予選会やイベントに呼ばれるようになり、2008年、30歳の時に第21回大会の本選に出場することとなった。
初出場は1st STAGEリタイアとなったが、2度目の出場でFINAL進出を果たすなど頭角を現し、SASUKEオールスターズより若い実力選手を総称したSASUKE新世代のリーダーと呼ばれ、番組内でも中心選手の1人となる。2010年元日放送の『SASUKE2010元日』で史上3人目の完全制覇を達成。翌年の『SASUKE2011秋』では史上初の2度目の完全制覇を達成した。
完全制覇以降、長期間に渡って成績低迷のスランプに苦しんだが、2017年秋放送の『SASUKE2017秋』では、1st STAGEをクリア出来なければ引退という覚悟で臨み、クリアして引退を回避した。
2018年10月、長い独身生活を経て、2014年に豊洲のSASUKEパーク運営に携わっていた女性と結婚。相手の女性が子持ちであったことから、結婚と同時に一児の継父となった。
2019年7月13日、豊洲の式場で結婚式が執り行われ、SASUKEオールスターズの山本進悟をはじめSASUKEに所縁のある人物が数多く出席した。
2020年8月19日、妻との間に女児が誕生し、二子の父親となった。
2022年7月18日、「ショップうるしはら」の名でメルカリアプリでオリジナルグッズの販売を開始した。

## 人物
- 7歳の時に父が他界し[注 2]、母と兄との3人暮らしとなる。

- 運動はある程度出来たというが、小さい頃に海で溺れたトラウマから水泳だけ全くできなかった。自分に出来ないスポーツがあることがイヤだったため、高校で克服しようと友人の協力で毎日水泳指導をしてもらい、泳げるようになった[1]。

- 当時のトレーニングは自作でセットを造らずに公園やマッスルパークで練習を重ね、お台場のマッスルパークでは完全制覇を15回も達成した[注 3]。

- 懸垂を毎日100回行い、現時点でこなした回数は80万回を超える。

- 2024年現在、出社日は最寄り駅から会社までダッシュで通勤し、就業前に合計28kgの重りを装着して会社の1階から屋上9階までダッシュをした後に、合計65kgのバーベルと10kgのベストを背負って小さいスクワットを100回×3セット行い、終業後は屋上で3rd STAGEのクリフハンガーやバーティカルリミットのセットで特訓を積んでからダッシュで帰宅することをルーティーンとしている。[動画 5][動画 6]。屋上に設置されたセットは又地諒に作成してもらった[動画 7]。

- 大会には初出場時から一貫して白、黒、赤、紺等のMoveSportの半袖に黒の短パンの服装で挑んでおり、YouTubeやプライベートの運動着にはこれの長袖版を愛用している。

- 『SASUKE』仲間のうち、年下の選手の多くから「漆さん（うるさん）」と呼ばれている。また、高橋賢次や山本進悟ら年長者からは「漆(ウルシ)」の愛称で呼ばれることも多く、第30回や第37回の1st STAGEの実況でもそう呼ばれている。

## YouTube
2016年2月、クレイジークリフハンガーのトレーニング動画を投稿したことを機に、自身のYouTubeチャンネルを開設。
エリアトレーニングの様子を撮影した動画等をアップロードしており、共に『SASUKE』に挑戦している選手が動画に出演することも多い。特に日置将士、又地諒、鈴木祐輔の出演頻度が非常に高く、昨今では彼らとプライベートで遊びに興じる動画も見ることができ、普段からの親交の深さが窺い知れる。時には日置の自宅が動画の撮影場所になる事も多い。自己紹介時は手を叩いて「はいどうも～、漆原ですけれども～」と言うのが定番（動画の内容に応じて変わることや、森渉、朝一眞が言うことなどもある）。
結婚後は動画内に妻のコメントが入ることも多い。また編集作業は当初は漆原がやっていたが、現在は全て妻が担当している。
第35回大会以降は、出場した選手は動画で自身の挑戦を振り返ることが恒例化し、リタイア選手は「反省会」、完全制覇を達成した選手は「ヒーローインタビュー」の名目で行われる。
2024年11月25日、Youtubeチャンネルが何者かに乗っ取られるという異常事態が発生。後にガイドライン違反によって削除され、復旧にも時間を要する見込みだったが、10日後の2024年12月5日にチャンネルが復旧した。

## SASUKEでの戦歴

### 大会ごとの戦歴

#### 第20回大会以前
第11回前のモンキーバーズ（100mうんてい）、第13回前の「SASUKEトライアル」、第19回前のマッスルパーク予選会、第20回予選会などに参加するも全て敗退に終わる。「SASUKEトライアル」はジャンプハングでリタイアし、62/100位だった。

#### 第21回大会～第23回大会
第21回前に山田勝己の地元・兵庫県三木市で行われたイベント「BUG in MIKI Vol.8」のSASUKEセットの決勝戦（パイプスライダー、ランプグラスパー、そり立つ壁、デビルステップス、サーモンラダー3段、新クリフハンガーの順番で構成されたタイムアタック）最速タイムでクリアしたことがきっかけで本選出場が決定。この模様は『サスケマニア』でも放送され、山田が漆原に握手する場面もあった。
初出場の第21回はゼッケン72番で出場。自身の出番直前に山本進悟がフライングシュートで脱落する中、山田から同エリア攻略のアドバイスを受けたが、そのフライングシュートで網への移行に失敗しリタイア。放送では全カットだったが『サスケマニア』にて放送された。
第22回は予選会を突破し出場。1stを7.51秒残しの最速タイムで初のクリア。勢いに乗って2ndもクリアし、3rdを初挑戦でクリア。第12回の白鳥文平以来の快挙を成し遂げ、第18回のリニューアル後初のファイナリストに名乗りを上げた。FINALではゴールボタン手前残り数十cmでタイムアップしたものの、自身初の最優秀成績者となる（ゼッケン77）。
第23回は前回の活躍もありゼッケン99番と大躍進。1stを突破し、インタビューでは「(精神的には)ギリギリで、前回より落ち着いている分辛かったです」と語った。2ndではアンステーブルブリッジで1枚目に飛び移る際に片手が外れたが、もう片方の手で支えるリカバリーを見せた。しかし、同エリアから対岸へ着地を行う際に、上半身の重心が後方に残っている状態で進もうとし後ろに転落。板を掴み直しリカバリーしようとするも、2点吊りの板が縦向きになっていた為に掴む事が出来ず、そのまま脱落となった。

#### 第24回大会
第24回は1stを24.35秒残しの最速タイムで突破し、2ndでは前回リタイアしたアンステーブルブリッジも危なげなく攻略。3rdは最終エリアグライディングリングではリングが一瞬後退したが立て直し突破。ファイナリスト5人のうちの一人となる。Gロープ対策にゴム足袋を利用し、3.57秒を残して史上3人目の完全制覇を達成（ゼッケン93）。後のインタビューで彼は「自分がここまで来れたのは仲間達のおかげなので、よかったです」と語ると同時に「でも（自分は）オールスターズを目指してきたので、これ（完全制覇）はオールスターズがいなかったら無かったと思うので本当に感謝しています」とオールスターズに向けて感謝の言葉を語った。史上4人目となる2度目の最優秀成績者となる。また完全制覇の賞与として、当時スポンサー企業だった日産自動車からフーガが贈呈されている。直近2大会でゼッケン100番を着けなかった選手が完全制覇を果たしたのは今回のみである。また最終競技者でない選手が完全制覇を達成したのも現時点で唯一の事例である。
なお第24回放送終了後に「ゴム足袋を履くのはアンフェアである」というクレームがTBSに押し寄せる事態となった。これは放送上でゴム足袋について触れられたのが漆原のみであったために「ゴム足袋を漆原のみが使用した」と勘違いした視聴者が多かったことによるものである。実際のところゴム足袋使用はルール違反ではなく、今大会では漆原を含めリーエンチ以外の4人のファイナリストがゴム足袋を使用していた。

#### 第25回大会・第26回大会
第25回は前回完全制覇を果たしたこともあり、自身として初めてゼッケン100を背負い、秋山和彦と長野誠がリタイアした中での挑戦。1stでは復活エリアローリング丸太で目を回す場面もありながらも、安定したパフォーマンスで突破。しかし2ndのダブルサーモンラダーで1つ目から2つ目へ移動する際に、真横にある突起の一段上を狙おうとしたためバーが脱線。バーが片方の突起にかかり、落下はしなかったもののバーを上げられずにそのまま足を着水させた。その後のインタビューで、一段上を狙ったことに対して「油断してましたね。難なく行けると思ったんですけど…」と語っている。なお、このとき歯を1本失ったことを明かしている。この脱落により完全制覇者3人はここまでで全滅。
第26回は大会の1週間前にインフルエンザに罹患し、病み上がりでほとんど調整する時間がないまま大会に臨んだ。自身の前に挑戦した長野誠が初の3大会連続1stリタイアをしている状況で、非常にプレッシャーがかかる中での挑戦となる。新エリアローリングエスカルゴに苦戦しながらもジャンピングスパイダーに到達。一度入り口付近に張り付いた後、バランスを崩し落下したが、落下の際に壁を蹴って後方に戻り、トランポリンの上に背面から着地し、リタイアを免れるという驚異のリカバリーを見せた。しかし次のエリアのハーフパイプアタックで、1度着地ミスを犯し、2度目で着地したが、直後に突如バランスを崩し浮島から滑落する形でリタイア。自身2度目となる1stステージリタイアとなった。挑戦後のインタビューでは「情けなかったです。すみません」と涙ながらに語った（ゼッケン100）。

#### 第27回大会
第27回では、ゼッケン100番を返上し長野誠の前となるゼッケン99での挑戦。前回のローリングエスカルゴで痛感した三半規管の弱さを克服すべく、側転を繰り返してきた。1stを15.08秒を残しでクリア。続く2ndもダブルサーモンラダーへのリベンジを果たし余裕のクリア。3rdでは、多くの選手がアルティメットクリフハンガーでリタイアする中で淡々と攻略。ロープクライムでやや苦戦する場面も見られたが、最終エリアのバーグライダーで完璧な跳躍を見せ、自身3度目のファイナリストとなる。迎えたFINALでは、前回の完全制覇時にクレームが多かったというゴム足袋を封印。終始軽快なペースで綱を登り、6秒71残しで自身2度目の完全制覇を達成した。インタビューでは「もう…言葉にならないですね。人生ってこんな事があるんですね。もうSASUKEは、辛い事も、楽しい事も、全部与えてくれた物だったので、もう無我夢中で心を込めて登りました」と語った。これでSASUKE史上初の2度の完全制覇者となると同時に、自身3度目の最優秀成績者となった。

#### 第28回大会～第31回大会
第28回ではゼッケン88で出場し自身初のゼッケン80番台での挑戦となった。1stはスピンブリッジでやや体勢を崩す場面が見られたが、その後は盤石のパフォーマンスで21.37秒残して最速クリア。2ndでは初の水中エリアであるバックストリームに対し、「泳ぎはあまり得意ではない」と不安視していた。当のステージはなんとかクリアしたが、競技終了後のインタビューでは「今までの2ndの中で一番疲れました」と答えた。自身初の2大会連続での挑戦となった3rdでは、クレイジークリフハンガーの3→4本目で脱落。自身初の3rdリタイアとなり、3年連続完全制覇の夢が潰えたものの、2大会連続4度目の最優秀成績者（タイ）となる。
第29回は2大会ぶりにゼッケン99での出場。1stを攻略したが、2ndのバックストリームで後少しのところで波に押し戻されてしまいタイムアップ。
第30回は完全制覇を達成した第24回と同じ93人目（ゼッケン2993）で出場。1stは各エリアをスムーズに攻略し、27人中6位の23.00秒残しの速いタイムでクリアしたが、2ndではバックストリームに苦戦し、ウォールリフティングの1枚目に潰されタイムアップ。自身初の2大会連続での2ndリタイア。
第31回はゼッケン99で出場。1sの新エリア・タックルで脚力を消耗し、そり立つ壁を越えることができずに4年半振りの1stリタイアを喫する。競技終了後も確かめるようにそり立つ壁に挑戦するが手をかける事ができず、インタビューで「こんなに完全制覇が遠く見えたのは初めてかもしれないですね」とコメントした。

#### 第32回大会～第38回大会
第32回は前回のタックルでの脚力の消耗を受け、下半身強化に勤しんできたが、新エリア・ダブルペンダラムのバーに飛び付く際に勢いを殺してしまい、続くサンドバッグへ飛び移り切れず落下。出場12回目にして自身初の2大会連続1stリタイアとなった（ゼッケン89）。
第33回は前回同様ゼッケン89で出場となったが、ローリングヒルの上りでローラーが回転してしまい、そのまま落水してリタイア。前回からさらに成績が低迷する形となり、これで3大会連続の1stリタイアとなる。
第34回に向け、漆原は近年続いてきた1stリタイアによる成績の低迷を「不甲斐ないもの」であったとし「1stでリタイアを喫した時は引退をします」と宣言し、不退転の覚悟を以て大会に臨んだ。第31回以来のゼッケン99で出場し、リタイア経験のあるダブルペンダラム、そり立つ壁を突破し、11.87秒残しでのクリア。クリア直後は「完全制覇より全然嬉しいです」と語り、インタビューでは「仲間の応援があったからできました、良い仲間に恵まれて僕は幸せです」と語り、共にSASUKEに挑んできた選手達への感謝の言葉を述べた。3年ぶりに挑んだ2ndでは、以前に苦戦したバックストリームで体力と時間を消耗。直後のリバースコンベアーをクリアと同時にタイムアップとなり2ndステージリタイア。3rd進出とまでは至らなかったが、弟子である塚田僚一の成績を初めて上回った。
第35回は1stの新エリアにして難関のドラゴングライダーの数少ない突破者となるも、前回超えたそり立つ壁を登り切ることが出来ずタイムアップ。競技終了後に再度チャレンジして今度は成功。そのまま壁のへりを掴んで悔しさを爆発させた（ゼッケン95）。
第36回は前回同様ゼッケン95番で出場。1stは前回リタイアしたそり立つ壁を越え、6.49秒を残して2大会ぶりにクリア。2ndでは前々回リタイアしたリバースコンベアーも攻略し2.19秒残しで6年ぶりに3rdへ進出。3rdでは、初めて体験するサイドワインダー、プラネットブリッジをクリアし、ウルトラクレイジークリフハンガーといった難関エリアの数少ない攻略者となった。しかし、続くバーティカルリミットの2枚目から3枚目の移行で指が限界を迎え、ここを超えた直後に苦悶の雄叫びをあげ落下しリタイア。なお、40代によるクリフハンガー攻略は全ての形態において史上初。
第37回は1st・2ndをクリアし2大会連続の3rd進出を決め、前回脱落したバーティカルリミットもクリア。しかし最終エリアのパイプスライダーでグリーンバー（休憩地点）からエリアに突入する際に勢いをつけすぎてバーが左にずれ、レールから脱線し落下（ゼッケン96）。バーがレールから外れ挑戦者が脱落となるパターンは第4回以来実に20年ぶりの悲劇となり、8年ぶり4回目のファイナル進出を逃した。挑戦後のインタビューでは「僕も（パイプスライダーに到達した時点で）ゴール出来ると思っていたので、そこが甘えだったと思います」と分析したものの、FINALを目前にしての落下に「どうしてもFINAL行きたかったですね。行きたかったです」「これで終わると一生悔いが残るので、また戻って来たいと思います」と、涙ながらに悔しさを吐露した。
漆原は3rdクリアが過去3回あるもののこの回まで本大会でのパイプスライダーは未経験だった（3rdの最終エリアは第22・24回ではグライディングリング、第27回はバーグライダー）。このリタイアによって、歴代完全制覇者全員がパイプスライダーでのリタイアを経験したことになった。
第38回は、第34回大会以来のゼッケン99番で登場。1stは警告音を聞くこと無くクリア。2ndでは新エリアのローリングログの影響もあり、タイムロスが重なったため、ウォールリフティングの3枚目を上げ切ったところでタイムアップとなったが、挑戦後に仲間に対して「そんなに疲れていない」と言い明かした。今大会は、第28回以降初めて新世代が2ndで全滅したものの、新世代の中では2大会連続で最優秀成績を収めた。

#### 第39回大会～
第39回は、前回に引き続きゼッケン99番として登場。降雨の影響で、7人連続リタイア中の状況での1st挑戦となったが、直前の選手ら同様、2連そり立つ壁の2つ目の壁で滑り登る事が出来ずタイムアップ。4大会ぶりの1stリタイアを喫した。
第40回も、99人目の挑戦者(ゼッケン3999番)で登場。1stステージは警告音を聞くことなく余裕のクリア。2ndステージは、ローリングログの影響でサーモンラダー前で2回尻餅をつき、バーが掴めずタイムロス。しかしそこから追い上げ、ギリギリのクリア。SASUKE史上初の5期にも渡る3rd進出を果たした。
3rdはサイドワインダーを高速でクリアするパフォーマンスを見せ、初挑戦のスイングエッジもクリア。自身2度目のクリフディメンションは飛び移りが2回とも最上点からのジャンプだったが、見事攻略。動いているクリフディメンションも40代初の攻略となった。しかし、次のバーティカルリミットの2本目から3本目に移る際に、2本目にかけていた手が突起から離れてしまいリタイア。直近5大会中3大会3rd進出は完全制覇した頃よりも安定した成績を収めており、40代でも衰えない実力を見せた。
第41回はゼッケン97番で登場。1stステージは8.92秒残しでクリア。2ndステージは前回に引き続き警告音を鳴らしながらも2.34秒残しでクリア。45歳で3rd進出という自身の持つ最年長記録を更新し、２大会連続の3rd進出。クリア直後には「余裕だよ！」と叫んだ。3rdは前回クリアしたクリフディメンションの3本目を掴み損ねてリタイア。クリフ系列のエリアでのリタイアはクレイジークリフハンガーが初登場した第28回大会以来2度目。
第42回大会は2大会ぶりのゼッケン99番で登場。1stは9.66秒残しで危なげなくクリア。
続く2ndステージでは前回大会より5秒短くなった中、4.04秒残しでクリア。46歳で2ndクリアを達成し、自身の持つ最年長記録を更新。自身初の３大会連続の3rd進出を果たした。3rdはリニューアルされたスイングエッジをクリアするも、前回同様クリフディメンションの3本目を掴めずリタイア。３大会連続でSASUKE新世代の中での最優秀成績となった。なお、今大会で漆原が1stをクリアしたことにより、1stクリア回数が長野誠を上回り単独3位になった。また今大会は出場したSASUKE新世代が全員1stをクリアし、30回記念大会以来となった。

#### SASUKEワールドカップ2024
| チーム    | 背番号 | ステージ | 出順            | 結果                 | 備考              | ポイント |
| --------- | ------ | -------- | --------------- | -------------------- | ----------------- | -------- |
| 日本 Blue | 1      | 1st      | 第5ヒート-3番目 | クリア               | 107.87秒          | 50pt     |
| 日本 Blue | 1      | 3rd      | 第4ヒート-2番目 | クリフディメンション | 3本目への飛び移り | 90pt     |

2024年8月21日に放送された「SASUKE ワールドカップ」にてJAPAN Blueのキャプテンとしてゼッケン1番をつけて出場
。1stはヒート内3位となる107.87秒のタイムでクリア。2ndは未出場。3rdは第41回大会同様にクリフディメンションの2回目の飛び移りに失敗。

### 大会別成績
| 開催年 | 大会       | ゼッケン | STAGE | 記録                     | 備考                                 |
| ------ | ---------- | -------- | ----- | ------------------------ | ------------------------------------ |
| 2008年 | 第21回大会 | 72       | 1st   | フライングシュート       | 網への移行失敗、サスケマニアにて放送 |
| 2009年 | 第22回大会 | 77       | FINAL | Gロープ                  | 残り約50cm、ゴール付近、 最優秀成績  |
| 2009年 | 第23回大会 | 99       | 2nd   | アンステーブルブリッジ   | 着地失敗                             |
| 2010年 | 第24回大会 | 93       | FINAL | 完全制覇                 | 残りタイム 3.57秒、最優秀成績        |
| 2010年 | 第25回大会 | 100      | 2nd   | ダブルサーモンラダー     | 1基目→2基目、バーの片側が脱線する    |
| 2011年 | 第26回大会 | 100      | 1st   | ハーフパイプアタック     | 着地失敗                             |
| 2011年 | 第27回大会 | 99       | FINAL | 完全制覇                 | 残りタイム 6.71秒、最優秀成績        |
| 2012年 | 第28回大会 | 88       | 3rd   | クレイジークリフハンガー | 2本目への飛び移り、最優秀成績タイ    |
| 2013年 | 第29回大会 | 99       | 2nd   | バックストリーム         | タイムアップ                         |
| 2014年 | 第30回大会 | 2993     | 2nd   | ウォールリフティング     | タイムアップ                         |
| 2015年 | 第31回大会 | 99       | 1st   | そり立つ壁               | タイムアップ                         |
| 2016年 | 第32回大会 | 89       | 1st   | ダブルペンダラム         | サンドバッグへの移行失敗             |
| 2017年 | 第33回大会 | 89       | 1st   | ローリングヒル           | クワッドステップスからの移行失敗     |
| 2017年 | 第34回大会 | 99       | 2nd   | リバースコンベアー       | クリアと同時にタイムアップ           |
| 2018年 | 第35回大会 | 95       | 1st   | そり立つ壁               | タイムアップ                         |
| 2018年 | 第36回大会 | 95       | 3rd   | バーティカルリミット改   | 3本目突入直後                        |
| 2019年 | 第37回大会 | 96       | 3rd   | パイプスライダー         | 突入直後にパイプが脱線し落下         |
| 2020年 | 第38回大会 | 99       | 2nd   | ウォールリフティング     | ゴール手前                           |
| 2021年 | 第39回大会 | 99       | 1st   | 2連そり立つ壁            | 2つ目の壁、タイムアップ              |
| 2022年 | 第40回大会 | 3999     | 3rd   | バーティカルリミット     | 2本目→3本目                          |
| 2023年 | 第41回大会 | 97       | 3rd   | クリフディメンション     | 3本目への飛び移り                    |
| 2024年 | 第42回大会 | 99       | 3rd   | クリフディメンション     | 3本目への飛び移り                    |

### 通算成績
| 出場数 | 2nd進出 | 3rd進出 | FINAL進出 | 完全制覇 | 最優秀成績 |
| ------ | ------- | ------- | --------- | -------- | ---------- |
| 22回   | 15回    | 9回     | 3回       | 2回      | 4回        |

- 2024年 第42回大会終了時点

- 太字は最高記録

### 最速タイム
| 大会       | STAGE | 制限時間 | 残りタイム | クリア人数 | 備考 |
| ---------- | ----- | -------- | ---------- | ---------- | ---- |
| 第22回大会 | 1st   | 120秒    | 7.51秒     | 5人        |      |
| 第24回大会 | 1st   | 120秒    | 24.35秒    | 12人       |      |
| 第24回大会 | FINAL | 40秒     | 3.57秒     | 1人        |      |
| 第27回大会 | FINAL | 40秒     | 6.71秒     | 1人        |      |
| 第28回大会 | 1st   | 105秒    | 21.37秒    | 5人        |      |

### テーマ曲
専用のBGMがテーマソングとして存在する。
| 曲名                             | 出典                    | 初使用回 | 備考                                                                                     |
| -------------------------------- | ----------------------- | -------- | ---------------------------------------------------------------------------------------- |
| BLOOD+ Grand Theme               | BLOOD+                  | 22回     | 27回までテーマソングとして使用された                                                     |
| Sudden Assault                   | テイルズ オブ ジ アビス | 22回     | 2nd専用テーマ曲、24回ではFINAL前の紹介VTRでも流れる 27回までテーマソングとして使用された |
| 「ログ・ホライズン」メインテーマ | ログ・ホライズン        | 31回     |                                                                                          |

## 特筆
- 指の力がSASUKEの選手の中でも群を抜いて強く、2度の完全制覇を達成するまでに挑んだ3度の3rdはいずれもクリアしている。細身な体躯と強靭な腕力を併せ持ち、体操部出身なこともあり空中での体の制御能力は圧巻の一言。多くの選手が鬼門とするクリフハンガーも得意としており44歳にしてクリフディメンションを攻略している（40代でクリフハンガーを攻略した選手は漆原のみ。）
- 1stが比較的強く、第31回までは10回挑戦したうち8回クリアしている。タックルが導入されてからは3連続でリタイアするなどスランプに陥ったが、初の40代を迎えて挑戦した第36回以降でリタイアしたのは第39回の1回のみで、40代後半にも関わらず驚異的な安定感を持っている。
- パワー系エリアでの苦戦が見られ、第30回では2ndのウォールリフティングでタイムアップし、第31回では1stのタックルで脚力を消耗した結果、そり立つ壁を登れずタイムアップとなっている。近年では徹底した下半身強化トレーニングを行い、安定した成績を残すようになった。また三半規管が弱く2ndのローリングログで目が回ってのタイムロスが避けられず第38回はそれが響いて微差で2ndクリアを逃した。第40・41回はクリアしたもののギリギリに近いタイムだった。
- 1stステージクリア回数は15回と長野誠を上回り歴代3位であり、1stステージで3度最速タイムを樹立している。[注 6]その一方で2ndステージを苦手としておりリタイア回数は6回と山田勝己、竹田敏浩と並んで最多タイ。特に、第28回に登場したバックストリームを当時は非常に苦手としていたため中々3rdステージに駒を進めずにいた。近年では鈴木祐輔などによる指導もあり、当時と比べると苦手意識は減っている。
- 第41回大会終了時点でゼッケン100番を着用した回数は2度（第25・26回）であり、これは完全制覇者としては最も少ない。その2度とも完全制覇を一度果たした「3人目の完全制覇者」としてであり「2度の完全制覇者」となってからは一度も着けていない[注 7]ばかりか反対に完全制覇者の中で最も早く登場することが多くなり、時には80番台や90番台前半で登場することもある。第29回大会以前は長野誠が、第30回大会以降は森本裕介がゼッケン100番を主に担っているので、ゼッケン100番を着用する機会がない。また結婚を経て二度目の全盛期と呼ばれる第36回以降は主にゼッケン99番を着用しており、全体的に99番着用回での好成績が多いこともあって「99番が漆原」というイメージが定着していることも関係している。また99番の着用回数は40回記念大会の3999番を含めて9回と歴代最多（次点が山田勝己の7回）。
- ドラゴングライダー、フライングバー等のエリアでは手を順手と逆手にせず、自らの体格や筋力を考慮して、バーへの飛び移りに集中できる順手のみで挑戦する。なお、第37回大会のパイプスライダー挑戦時には、バーの下に降りてから順手逆手に持ち変えて、体を振る前に順手のみに持ち変える予定だった。
- 自身のYouTubeで山田勝己と共演した際、山田勝己が主催したSASUKEイベントをきっかけにSASUKEの出場権を得た経験等から、自身を山田勝己の一番弟子と語っている。
- SASUKEのトレーニングをする際に「自作セットを作らないこと」をポリシーとしている。これは「型にはまった練習だと新しいエリアに対抗できない」ので「全てのものに万能に対応する」という漆原なりの信条ゆえである。普段の練習は公園や会社の屋上で行っている。
- 初出場の第21回大会から最新の第42回大会まで22回連続で出場しており、初出場から欠場なしで現在も出場している選手は皆勤賞の山本進悟と漆原の2名のみである。

## 本大会以外での出来事
- 2010年8月、ロサンゼルスで行われた「Ninja warrior」のSASUKE第26回大会へ向けた予選会に、長野誠、奥山義行と共にゲストとして招待された。会場では現場関係者の機転で当初予定には無かったデモンストレーションを行ったが、難関ステージを軽々とクリアして会場を大いに沸かせた。イベント中は握手会やサイン会を開いてファンサービスをする一方で、予選に参加していた当時のアメリカ代表選手ブライアン・オロスコとも交流し、奥山、長野と共に本大会へ向けて英気を養った。この模様はSASUKE第26回大会の事前特集番組にて放映された。
- 肉体派向けの雑誌「肉体改造訓練」の表紙モデルに一時期採用されたことがあった。
- 2022年11月6日、「SASUKEキッズアカデミー」に日置将士と共にゲスト出演した[7]。
- 同年12月18・24・25日、赤坂サカスで開催された「SASUKE体験会」にゲスト出演した[8]。

## 出演

### テレビ
- SASUKE（TBS）
- 水曜日のダウンタウン（2018年3月21日、TBS）
- マツコがマネーをあげたいクイズ（2018年5月22日、テレビ東京）
- X年後の関係者たち（2022年12月20日、BS-TBS）

### 雑誌
- 週刊プレイボーイ（2022年12月12日、集英社）